# 趙聰
趙聰（1437年—？），字時憲，湖廣襄陽府穀城縣人，軍籍。明朝政治人物。進士出身。

## 生平
湖廣鄉試第三十八名。成化五年（1469年）乙丑科會試第二百四十七名，殿試登進士第三甲第一百六十八名。

## 家族
曾祖父趙敬。祖父趙彥清。父亲趙信。